# Desmonds trashade äppelträd
Desmonds trashade äppelträd är en svensk animerad kortfilm från 2004 i regi av Magnus Carlsson. Som medverkande röstskådespelare hörs bland andra Shanti Roney, Rikard Wolff och Ola Rapace.

## Handling
Filmen handlar om hur räven Wille får skulden för att ha förstört Desmonds tjusiga äppelträd. Skogens invånare träffas under ledning av kommunfullmäktiges ordförande, älgen Helmut Sebaot, för att gemensamt skaffa bevis mot Wille. En berättelse om vänskap, förhastade slutsatser och konsten att be om ursäkt.

## Rollista
- Rikard Wolff – Helmut Sebaot
- Sten Ljunggren – berättarröst
- Shanti Roney – Desmond
- Ola Rapace Norell – Wille
- Anna Blomberg – Bittan Ko, fru Krokodil
- Måns Nathanaelson – Sebastian Hare
- Einar Edsta Carlsson